# Bowling for Soup
Bowling for Soup ist eine US-amerikanische Pop-Punk-Band aus Wichita Falls, Texas.

## Bandname
Der Bandname geht auf einen Sketch des Komikers Steve Martin aus dem Jahr 1978 zurück (Bowling for shit), der seinerseits eine Persiflage der US-Spielshow Bowling for Dollars war. Da ein Beibehalten des Kraftausdrucks Shit im Bandnamen in den USA der Gegenwart eine weitreichende öffentliche Ächtung mit sich gebracht hätte, wurde dieser durch das unverfängliche Wort Soup ersetzt.

## Geschichte
Gegründet wurde Bowling for Soup 1994 mit Sänger Jaret Reddick, Bassist Erik Chandler, Lead-Gitarrist Chris Burney und Schlagzeuger Lance Morril in Wichita Falls in Texas. Jeder hatte bereits in anderen Bands Erfahrungen gesammelt, bis sie sich in einem Coffee Shop, der Burney gehörte, zusammen setzten und eine gemeinsame Band gründeten. Der Grund dafür war laut Reddick: „I want to start a band that’s happy. Wouldn’t it be cool to see a band and leave the club singing their songs, smiling and in a good mood?“.
Im Juni 1994 trafen sie sich zur ersten Probe und bereits einen Monat später hatten die vier ihren ersten Auftritt. Ihr erstes Album Bowling for Soup wurde bei ihrem eigenen Label Queso Records im September desselben Jahres veröffentlicht. Ziel war es, ehrliche, fröhliche sing-along Stücke zu schreiben mit dem Motto „have a good time, all the time“. Es folgte ein weiteres Album mit dem Namen Cell Mates im Jahre 1996. 2008 wurde ihr Lied Today it´s gonna be a great day die Titelmelodie zur Zeichentrickserie Phineas und Ferb. Seit der ersten Staffel leiht Jaret Reddick dem Leadsänger von Love Händel, Danny, seine Stimme.
Ein Jahr später wurde die Öffentlichkeit auf die Neulinge aufmerksam, und Stücke wie Sandwich oder Cody vom ersten Album wurden vom lokalen Radiosender gespielt.
1998 erschien ihr drittes Album Rock On Honorable Ones!!! und ein weiteres Jahr später Tell Me When To Whoa!. Letzteres enthält The Bitch Song, der auf dem lokalen Radiosender KDGE so häufig gespielt wurde, dass er auf der Liste der meistgespielten Stücke sogar Marilyn Manson und Sugar Ray hinter sich ließ. Im selben Jahr verließ Lance Morril die Band und wurde durch Gary Wiseman ersetzt. Als Single stand The Bitch Song aber erst mit dem Erscheinen des Albums Let’s Do It For Johnny ab 2000 in den Läden. Dieses Album enthält neben neuen auch viele überarbeitete Stücke von den vorherigen Alben und eine Coverversion des Bryan-Adams-Hits Summer of ’69.
Bereits ab 1997 bemühten sich einige größere Platten-Labels um die Verpflichtung von Bowling for Soup. Diese entschieden sich 2000 für das Major Label Jive Records, bei dem unter anderem auch Britney Spears, *NSYNC und die Backstreet Boys unter Vertrag stehen. Auf der Warped Tour spielten Bowling for Soup als Vorband für Blink-182 und Sum 41, die beide einen großen Einfluss auf sie gehabt haben sollen was die Bühnenshow anbelangt.

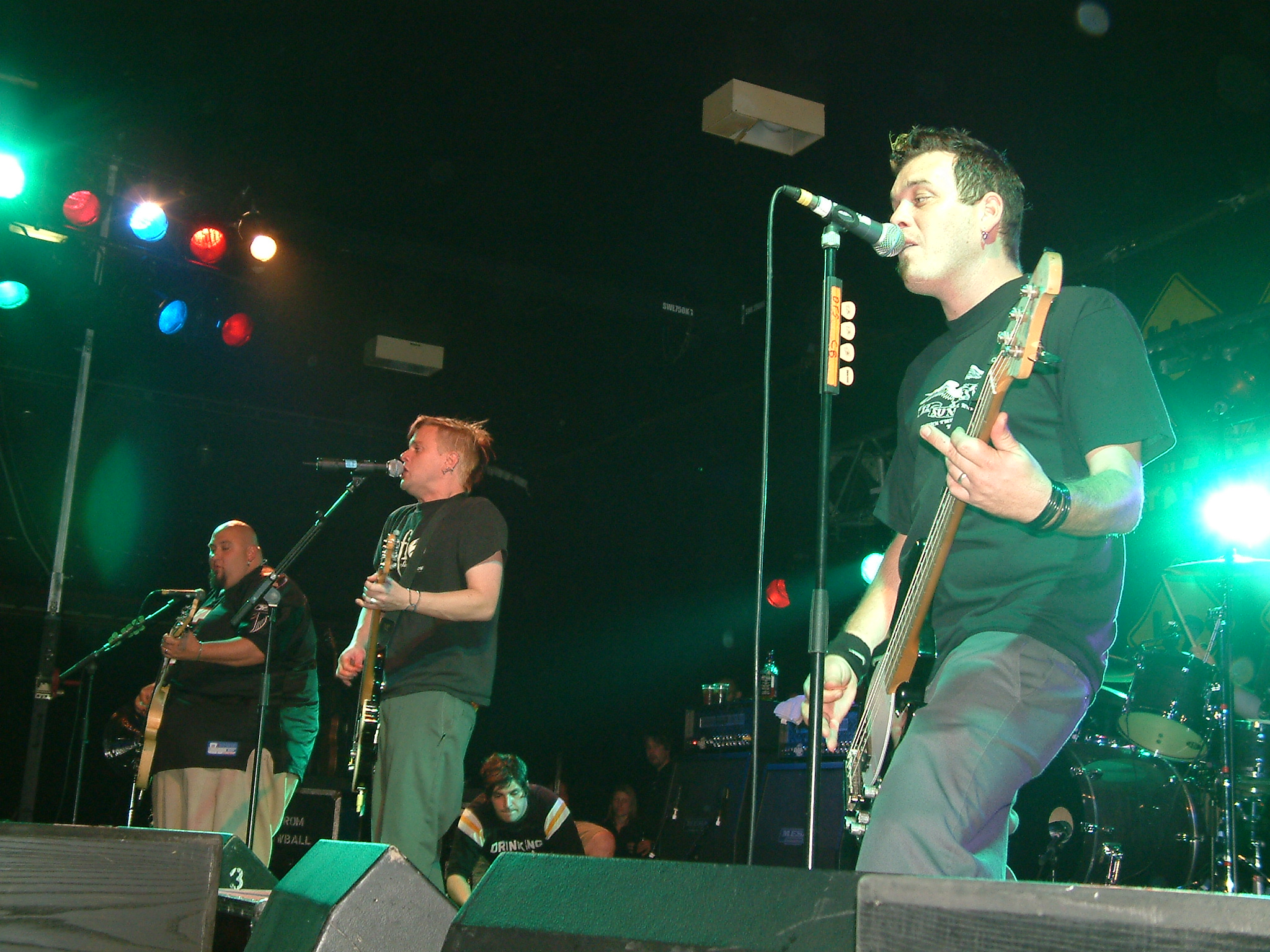
Bowling for Soup (2004)

Auf Tour schrieb man schon wieder am nächsten Album. Dieses kam 2002 auf den Markt mit dem Namen Drunk Enough To Dance, verkaufte sich innerhalb kürzester Zeit über 300.000 mal und erreichte Platz 14 der britischen Album-Charts. Mit der Singleauskopplung Girl All The Bad Guys Want gelang ihnen der weltweite Durchbruch und eine Grammy-Nominierung in der Kategorie Best Pop Performance By A Duo Or Group With Vocals. Die Auszeichnung ging aber an No Doubt für Hey Baby. Girl All The Bad Guys Want ist bis heute die erfolgreichste Bowling-for-Soup-Single und erreichte Platz 8 der UK Single Charts. Mit der Single Emily versuchte man an diesen Erfolg anzuknüpfen. Doch diese reichte nicht annähernd an den Erfolg des Vorgängers heran. Da das Album keine weiteren single-tauglichen Stücke beinhaltete, wurde ein neues geschrieben. Das Ergebnis war Punk Rock 101 und erreichte Platz 43 der UK Single Charts.
2004 wurde das 16 Tracks enthaltende Album A Hangover You Don’t Deserve veröffentlicht. Es konnte Platz 23 der Billboard-Album-Charts für sich beanspruchen, hat inzwischen Gold-Status erreicht und ist somit das mit Abstand erfolgreichste Bowling-for-Soup-Album. Es brachte die Singles 1985 und Almost hervor.
Das 2005 erschienene Album Bowling for Soup Goes to the Movies enthält Coverversionen der Soundtracks von Fernsehserien und Filmen. Das bekannteste Cover ist wohl „… Baby One More Time“, das im Film Freaky Friday zu hören ist.
2006 folgte The Great Burrito Extortion Case mit der Single High School Never Ends. When We Die und I’m Gay folgten 2007.
Im Jahr 2007 traten Bowling for Soup auch auf dem Download-Festival im englischen Donington Park auf.

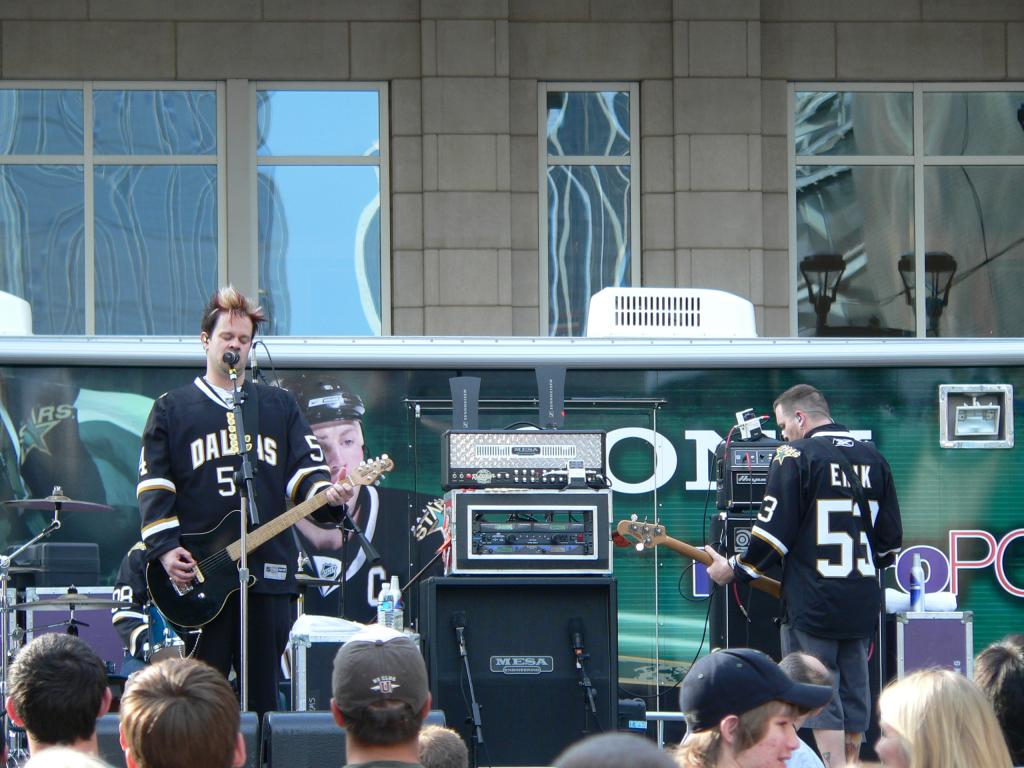
Bowling for Soup (2008)

Unter dem Namen Live and Very Attractive erschien im Sommer 2008 die erste Live-DVD der Band. Sie enthält Aufnahmen der UK Get Happy Tour von Konzerten in England. Der Song My Wena wurde am 28. Juli 2009 als Promotion-Single für das Album Sorry For Partyin’ veröffentlicht, welches im Oktober 2009 erschien. No Hablo Inglés sollte die erste offizielle Single werden, jedoch trennte sich die Band kurz nach der Veröffentlichung von ihrem Label Jive Records. Sowohl für My Wena als auch für No Hablo Inglés wurden Videos gedreht, sie erschienen allerdings nie als offizielle Singles.
Im April 2011 erschien das nunmehr elfte Album Fishin' for Woos in Deutschland. Die erste Single "S-S-S-Saturday" wurde bereits vor dem Album im Januar 2011 als Download bei iTunes und als Stream bei MySpace veröffentlicht. Die Band gab an, dass Turbulence die zweite Single werden würde.
Im September 2013 erschien das Studioalbum Lunch. Drunk. Love. Die Band gab an, dass Circle die erste Single wäre.
Im Jahr 2015 erschien das 14. Album Songs People Actually Liked Volume 1 – The First 10 Years 1994-2003.
Im Oktober 2016 erschien das Album Drunk Dynasty.

## Stil
Alle bisher erschienenen Alben der Gruppe Bowling for Soup können grundsätzlich dem Genre des Punkrock zugerechnet werden; im Besonderen dem Subgenre des melodisch und rhythmisch eingängigen Pop-Punk.

## Diskografie

### Studioalben
| Jahr | Titel                            | Höchstplatzierung, Gesamtwochen, AuszeichnungChartplatzierungen (Jahr, Titel, Platzierungen, Wochen, Auszeichnungen, Anmerkungen) | Höchstplatzierung, Gesamtwochen, AuszeichnungChartplatzierungen (Jahr, Titel, Platzierungen, Wochen, Auszeichnungen, Anmerkungen) | Anmerkungen                              |
| Jahr | Titel                            | UK | US | Anmerkungen                              |
| ---- | -------------------------------- | --- | --- | ---------------------------------------- |
| 2002 | Drunk Enough to Dance            | UK14 Silber · (5 Wo.)UK | US129 (15 Wo.)US | Erstveröffentlichung: 6. August 2002     |
| 2004 | A Hangover You Don’t Deserve     | UK64 Silber · (2 Wo.)UK | US37 Gold · (50 Wo.)US | Erstveröffentlichung: 14. September 2004 |
| 2006 | The Great Burrito Extortion Case | UK43 (2 Wo.)UK | US88 (2 Wo.)US | Erstveröffentlichung: 7. November 2006   |
| 2009 | Sorry for Partyin’               | UK84 (1 Wo.)UK | US104 (1 Wo.)US | Erstveröffentlichung: 12. Oktober 2009   |
| 2011 | Fishin’ for Woos                 | UK66 (1 Wo.)UK | US189 (1 Wo.)US | Erstveröffentlichung: 25. April 2011     |
| 2013 | Lunch. Drunk. Love.              | UK100 (1 Wo.)UK | US142 (1 Wo.)US | Erstveröffentlichung: 10. September 2013 |
| 2016 | Drunk Dynasty                    | — | — | Erstveröffentlichung: 14. Oktober 2016   |
| 2022 | Pop Drunk Snot Bread             | — | — | Erstveröffentlichung: 22. April 2022     |

### Livealben
- 2008: Bowling for Soup: Live and Very Attractive
- 2016: Acoustic in a Freakin English Church
- 2018: Live from Brixton: Older, Fatter, Still the Greatest Ever!

### Kompilationen
- 2005: Bowling for Soup Goes to the Movies
- 2009: Merry Flippin’ Christmas Volume 1
- 2010: Jaret & Erik 2010 UK Acoustic Tour Limited Edition
- 2011: Playlist: The Very Best of
- 2011: Merry Flippin’ Christmas Volumes 1 and 2
- 2012: One Big Happy
- 2014: Songs People Actually Liked Volume 1 – The First 10 Years

### EPs
- 1994: Bowling for Soup
- 1996: Cell Mates
- 1998: Rock on Honorable Ones!!
- 1998: Tell Me When to Whoa
- 2000: Let’s Do It for Johnny!!
- 2005: On Your Mark, Get Set...Smoke a Cigarette
- 2009: My Wena
- 2011: The Dollyrots vs. Bowling for Soup

### Singles
| Jahr | Titel Album                                             | Höchstplatzierung, Gesamtwochen, AuszeichnungChartplatzierungen (Jahr, Titel, Album, Platzierungen, Wochen, Auszeichnungen, Anmerkungen) | Höchstplatzierung, Gesamtwochen, AuszeichnungChartplatzierungen (Jahr, Titel, Album, Platzierungen, Wochen, Auszeichnungen, Anmerkungen) | Anmerkungen                              |
| Jahr | Titel Album                                             | UK | US | Anmerkungen                              |
| ---- | ------------------------------------------------------- | --- | --- | ---------------------------------------- |
| 2002 | Girl All the Bad Guys Want Drunk Enough to Dance        | UK8 Platin · (8 Wo.)UK | US64 Gold · (9 Wo.)US | Erstveröffentlichung: 15. Juli 2002      |
| 2002 | Emily Drunk Enough to Dance                             | UK67 (2 Wo.)UK | — | Erstveröffentlichung: 4. November 2002   |
| 2003 | Punk Rock 101 Drunk Enough to Dance                     | UK43 (2 Wo.)UK | — | Erstveröffentlichung: 20. Mai 2003       |
| 2004 | 1985 A Hangover You Don’t Deserve                       | UK35 Gold · (2 Wo.)UK | US23 ×2Doppelplatin · (20 Wo.)US | Erstveröffentlichung: 26. Juli 2004      |
| 2005 | Almost A Hangover You Don’t Deserve                     | UK100 (1 Wo.)UK | US46 Gold · (20 Wo.)US | Erstveröffentlichung: 4. Januar 2005     |
| 2006 | High School Never Ends The Great Burrito Extortion Case | UK40 Silber · (4 Wo.)UK | US97 Gold · (1 Wo.)US | Erstveröffentlichung: 19. September 2006 |

Weitere Singles
- 1998: Scope
- 2000: The Bitch Song
- 2000: Suckerpunch
- 2005: Ohio (Come Back to Texas)
- 2006: I Melt with You
- 2007: When We Die
- 2007: London Bridge
- 2007: I’m Gay
- 2008: Endless Possibility
- 2011: S-S-S-Saturday
- 2011: Turbulence
- 2013: Circle
- 2020: Alexa Bliss
- 2021: Getting Old Sucks (But Everybody's Doing It)
- 2022: I Wanna Be Brad Pitt
- 2024: Don't You Want Me